# Doom 3
Doom 3 é um jogo eletrônico do gênero de tiro em primeira pessoa, mais tarde convertido para Xbox. Produzido pela id Software e distribuído pela Activision, é um jogo desconexo da série principal e suas sequências. Sendo um reboot da série e uma reimaginação de Doom.
Foi lançada inicialmente lançado para Windows e Linux em 2003, recebendo versão para MacOS e para o console Xbox da Microsoft em 2005. Uma expansão, Doom 3: Resurrection of Evil, também foi lançada.

## Desenvolvimento

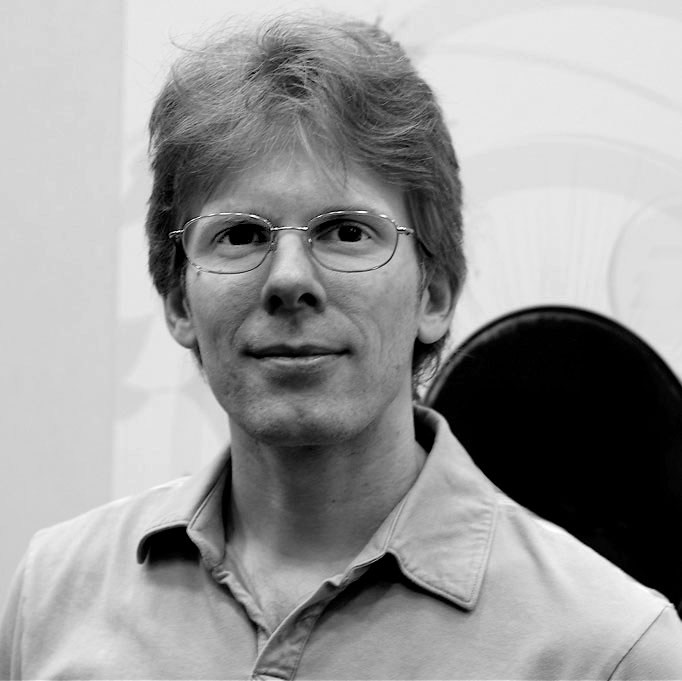
John Carmack, cofundador da id Software, fotografado na E3 de 2006

Em 2000, John Carmack pôs um plano anunciando um remake de Doom com nova tecnologia. Isso mostrou uma controvérsia circulando na id.
Kevin Cloud e Adrian Carmack, dois dos donos da id Software, tinham forte oposição a um remake de Doom. Acharam que a id estaria voltando para velhas formas novamente. Mas a boa recepção de Return to Castle Wolfenstein e as tecnologias melhores fizeram a maioria dos empregados concordarem com o remake. E deram um ultimato à Kevin e Adrian: "Deixe-nos refazer Doom ou demita-nos" (incluindo John Carmack). Depois de confrontos amigáveis (embora o artista Paul Steed tenha sido demitido em retaliação), deste modo o acordo para Doom 3 foi feito.
O jogo demorou 3 anos para ser produzido. Em 2001 foi revelado na MacWorld em Tokyo e mais tarde demonstrado na E3 em 2002, quando um vídeo de 15 minutos fora mostrado. Ganhou 5 prêmios na E3 naquele ano. Logo depois, uma versão de desenvolvimento vazou da ATI Technologies e se espalhou na internet. O jogo também fora mostrado na E3 em 2003 e 2004, mas o site da id Software só começou a incluir Doom 3 em 2003. De acordo com John Carmack, o desenvolvimento demorou mais que o esperado. O jogo iria chegar junto com outros dois atiradores esperados, Halo 2 e Half-Life 2, no Natal de 2003.
Doom 3 acabou sua produção em 14 de Julho de 2003. Em 3 de Agosto fora lançado nos EUA, e 10 dias depois no resto do mundo (exceto na Rússia e ex-URSS, onde a localização demorou demais e só foi lançado em Dezembro). Dois dias antes do lançamento oficial, piratas conseguiram uma cópia de Doom 3 que rapidamente se espalhou na Web (embora um serial fosse necessário para multijogador).

## História
A trama é similar a do Doom original, a história fala sobre um fuzileiro espacial mandado para uma missão de rotina em Marte. Mas ao contrário do original, em que a história era algo secundário, desta vez a id Software empregou um escritor de ficção científica, Matthew Castello, para escrever o script e ajudar com os storyboards. Os eventos e atmosfera tem como grande influência filmes como Madrugada dos Mortos de George Romero e Alien, de Ridley Scott.
Uma novidade nos jogos da id fora introduzida: cenas de animação que dão propósito e contexto às ações do jogador. E assemelhando-se a jogos como System Shock e Aliens versus Predator 2, várias mensagens de texto, voz e vídeo estão espalhados pela base em que se passa o jogo, para mostrar a história e preocupação da população sobre a base em Marte.
A história de Doom 3 começa com a descoberta de ruínas subterrâneas no solo marciano. Sinais mostram que, eras atrás, os marcianos desenvolveram uma tecnologia de teletransporte. No entanto, foi descoberto tarde demais que o teletransporte passava pelo Inferno. Invadida pelos demônios, os alienígenas criaram uma arma, o Soul Cube, abastecida pelas almas de quase todos os marcianos, e usada para derrotar e conter os demônios no Inferno.
E assim, os sobreviventes deixaram relatos para alertar a visitantes que não recriassem a tecnologia e abrissem o portal para o inferno, teleportando-se para local desconhecido em seguida.
A Union Aerospace Corporation (UAC), descobrindo o Soul Cube, resolve usá-lo para criar o mesmo teletransporte. Descobrindo que abriram um portal para o Inferno, cientistas liderados por Malcolm Betruger resolvem explorar mais a fundo. Por causa dos experimentos, fenômenos bizarros e acidentes de trabalho começam a ocorrer em Marte, levando fuzileiros a serem chamados.
Betruger leva o Soul Cube para o Inferno e, aparentemente tendo passado por uma lavagem cerebral, faz um acordo com as criaturas lá. Os demônios então atacam a colônia de Marte, matando ou zumbificando a maior parte da população. Os fuzileiros foram rapidamente exterminados pelos demônios e zumbis, com a exceção de um soldado - o controlado pelo jogador.
Durante o jogo, uma mensagem é enviada a terra em busca de reforços. O fuzileiro sobrevivente (você) descobre então que Betruger pretende trazer forças do inferno, usar as naves dos reforços terrestres para levar os demônios à Terra e conquistá-la.
O fuzileiro insiste na luta contra os demônios e Betruger manda-o para o Inferno no intuito de destruí-lo. Já no Inferno, o soldado enfrenta o Guardião - um enorme demônio sem olhos que precisa da ajuda de pequenas criaturas (Seekers) para ajudar perseguir o jogador. Derrotando o Guardião, o Soul Cube é libertado, e o jogador volta a base com ele sob sua posse.
As ações do jogador tem como objetivo parar a invasão. Betruger encontra outra maneira de viajar até o Inferno: ele abre um portão demoníaco nas ruínas, no subsolo das instalações marcianas. Esse é o caminho que o jogador deve seguir para deter os demônios. No final, o fuzileiro terá que usar o Soul Cube para derrotar o mais poderoso guerreiro demônio, o Cyberdemon, e fechar o portal usando os poderes do Cubo.
Chegam então os reforços. O fuzileiro é encontrado vivo, mas Betruger não é encontrado.

## Jogabilidade
Assim como nos outros Doom, o jogo tem como objetivo o de passar pelos labirintos cheios de monstros, procurando a entrada para o próximo nível. Mas ao contrário dos anteriores, há também personagens amigos, e a inteligência artificial dos inimigos é mais sofisticada.
Há diversos itens, como armaduras, kits de primeiros socorros (para curar), Berserk (invencibilidade), invisibilidade (só no multiplayer), mochilas (carrega mais itens), chaves para portas trancadas e tanques de oxigênio para aguentar a atmosfera marciana (fora da colônia). O personagem carrega um PDA que recebe e-mails, lê discos de vídeo com informações e abre portas.
Há 12 armas em Doom 3: os próprios punhos, lanterna (que além de iluminar pode ser usada para bater), pistola básica, espingarda, 2 metralhadoras (uma delas é a clássica minigun), granada, rifle de plasma, lançador de foguetes, motoserra, Soul Cube (arma importante que se consegue no fim do jogo) e BFG 9000, uma arma fícticia e tradicional da série (BFG é um acrônimo de Big Fucking Gun, porém os jogadores brasileiros a chamam de Bola de Fogo Gigante, no filme aparece como Bio Force Gun version 3.14, mas o personagem Sarge a chama pelo nome original, em tom de brincadeira).

### Inteligência artificial
O jogo não mostra muita inovação nessa área, onde a maioria dos inimigos responde às suas ações de forma mecânica e previsível. Os soldados zumbis são os únicos que agem um pouco mais "inteligentemente", e tentam se esconder em cantos ou obstáculos no meio do caminho, enquanto abrem fogo contra você. Outros pulam de lado, tentando desviar. Mas se resume à isso, enquanto o restante apenas corre em sua direção, independentemente se estão ou não sendo feridos. O jogo inovou mais pela parte gráfica e em menor parte pela física, do que pela inteligência artificial.

## Expansão
No dia 3 de abril de 2005, a id Software liberou uma expansão do Doom 3 para o Windows, intitulada Resurrection of Evil. Foi desenvolvida pela Nerve Software, uma empresa que tem parceria com a id em vários outros projetos, incluindo Return to Castle Wolfenstein e a conversão de Doom para Xbox. Publicada mais uma vez pela Activision, uma versão para Linux foi lançada em 24 de Maio de 2005, e uma versão para Xbox em 5 de Outubro de 2005.
A expansão caracteriza-se por apresentar doze novas fases single player, que se passam um ano depois do enredo original. A jogabilidade multiplayer foi melhorada, oficialmente aumentando o limite de jogadores para oito e adicionando novos modos de jogo, tais como capture the flag.
Também foram adicionados novos inimigos (o mais notável foi o retorno das lost souls em forma de caveira do Doom clássico) e três novas armas: o Grabber, muito semelhante à Gravity Gun do Half-Life 2; uma espingarda de dois canos, semelhante à do Doom II; e, finalmente, um artefato chamado Hellstone,que se assemelha a um coração humano com algumas partes mecânicas, com poderes especiais.
A história é simples, após se passar um ano do massacre em marte a UAC resolve reconstruir o laboratório e descobre um poderoso amuleto nas escavações (o Hellstone), ao pegar o amuleto o portal é reaberto e todos são mortos, como sempre o fuzileiro controlado pelo jogador é o único sobrevivente. Agora sua missão é derrotar Maledict o chefe dos demônios e fechar de uma vez por todas os portais para o inferno.